# Chionaema nexilis
Chionaema nexilis là một loài bướm đêm thuộc phân họ Arctiinae, họ Erebidae.